# Sitzendorf
Sitzendorf là một đô thị thuộc huyện Saalfeld-Rudolstadt, trong bang Thüringen, nước Đức. Đô thị Sitzendorf có diện tích 2,52 km².